# Pagar Jati (Kikim Selatan)
Pagar Jati is een bestuurslaag in het regentschap Lahat van de provincie Zuid-Sumatra, Indonesië. Pagar Jati telt 2025 inwoners (volkstelling 2010).